# Stade La Fuensanta
Le Stade La Fuensanta (en espagnol : Estadio La Fuensanta), également connu sous le nom de Stade municipal La Fuensanta (en espagnol : Estadio Municipal La Fuensanta) ou encore de Complexe sportif La Fuensanta (en espagnol : Complejo Deportivo La Fuensanta), est un stade de football espagnol situé dans la ville de Cuenca, en Castille-La Manche.
Le stade, doté de 6 000 places et inauguré en 1940, sert d'enceinte à domicile à l'équipe de football de l'Unión Balompédica Conquense.

## Histoire
Construit sur un terrain cédé à la mairie de Cuenca par le poète Federico Muelas, le stade ouvre ses portes en 1940. Depuis 1946, il sert d'antre pour les rencontres à domicile pour le grand club local de l'UB Conquense.
Le stade est rénové fin 2011.